# Georgikó
Georgikó är en ort i Grekland.   Den ligger i prefekturen Nomós Kardhítsas och regionen Thessalien, i den centrala delen av landet, 220 km nordväst om huvudstaden Aten. Georgikó ligger 125 meter över havet och antalet invånare är 544.
Terrängen runt Georgikó är kuperad åt sydväst, men åt nordost är den platt.Runt Georgikó är det glesbefolkat, med 16 invånare per kvadratkilometer. Närmaste större samhälle är Karditsa, 6,2 km nordost om Georgikó. Trakten runt Georgikó består till största delen av jordbruksmark.